# Сатиричен театър „Алеко Константинов“
Държавният сатиричен театър „Алеко Константинов“, наричан още „Сатирата“, е културна институция в София.

## История
Основан е на 7 април 1957 година от режисьора Стефан Сърчаджиев.
Намира се на ул. „Стефан Караджа“ 26, пресечка на „Раковски“. Разполага с две зали – „Щастливеца“ и „Методи Андонов“.
Директори на театъра в годините са знакови театрални имена – Стефан Сърчаджиев, Боян Дановски, Желчо Мандаджиев, Методи Андонов, Мирослав Миндов, Николай Савов, Младен Киселов, Станислав Стратиев. След 10 ноември 1989 г. директори са: Пламен Марков, Илия Добрев, Рашко Младенов, Павел Васев, Иван Попйорданов.
В началото на септември 2012 година за временно изпълняващ длъжността директор на Държавния сатиричен театър е назначен Калин Сърменов. Той заменя предишния директор Иван Попйорданов. От септември 2013 година Здравко Митков е избран за директор след проведен конкурс.
През октомври 2017 г., след конкурс, е избран Калин Сърменов за директор на театъра.

## Трупа
В настоящата трупа на Сатирата влизат утвърдени творци на българския театър и кино:
Албена Михова, Албена Павлова, Александра Сърчаджиева, Ани Вълчанова, Богдан Казанджиев, Боян Арсов, Веселин Цанев, Димитър Живков, Димитър Баненкин, Добрина Гецова, Иван Панев, Ивайло Калоянчев, Йорданка Стефанова, Кирил Бояджиев, Кирил Ефремов, Константин Икономов, Красимир Куцупаров, Маргарита Хлебарова, Марта Вачкова, Мартин Гяуров, Мартин Каров, Мартин Христов, Милена Аврамова, Мирослава Върбанова, Михаил Сървански, Нона Йотова, Петко Венелинов, Пламен Великов, Пламен Сираков, Полин Лалова, Рада Кайрякова, Росица Александрова, Светломир Радев, Светослав Пеев, Силвия Лулчева, Стела Ганчева, Стефания Кочева, Теодор Елмазов и Явор Борисов.
На сцената му са играли легендарни актьори като Стоянка Мутафова, Георги Парцалев, Георги Калоянчев, Катя Паскалева, Никола Анастасов, Татяна Лолова, Григор Вачков, Невена Коканова, Нейчо Попов, Красимир Ранков, Климент Денчев, Васил Попов, Димитър Манчев, Хиндо Касимов, Кирил Варийски, Константин Коцев, Мариана Аламанчева, Пепа Николова, Камен Донев, Латинка Петрова, Мариус Куркински, Христо Гърбов, Красимира Казанджиева, Маргарита Пехливанова, Гергана Плетньова, Мария Статулова, Адриана Палюшева, Павел Поппандов, Филип Трифонов, Стефан Щерев – Чечо и други.

## Спектакли
За 61 години в Сатиричния театър са поставени над 300 пиеси от български и световни автори.